# Алі IV ібн Халіль
Хаджи Алі IV (*араб. الحاج علي داي; д/н —19 березня 1815) — 23-й дей Алжиру в 1809—1815 роках.

## Життєпис
Ймовірно належав до раїсів (голів) піратів. 1809 року повалив дея Алі III, захопивши владу. Разом з тим стикнувся з наслідками економічної та політичної внутрішньої політики своїх попередників, що встановили монополію на торгівлю та посилили контроль над бейліками. До цього додалася постійна зміна деїв з 1805 року.
В результаті центральний уряд (диван) з деями виявилися ослабленими. Цими вирішили скористатися місцеві деї. 1809 року спочатку повстав Алі Кара Барглі, бей Орану (з впливового західноалжирського клану аль-Кебір), якому втім Хаджи Алі за допомогою зради шейхів арабських кланів в битві біля Міліани завдав нищівної поразки. Самого заколотника за наказом дея задушили. Потім в Медеа повстав Мухаммад, бей Тіттері. Проте ще до підходу дейських військ він зазнав поразки від берберів, потрапив у полон, потім був задушений за наказом Хаджи Алі. За цим дею довелося придушувати повстання племен Кабілії.
Завдяки подальшим репресіям зміцнив владу, ліквідувавши осередки сепаратизму й змов. Тому 1813 року вирішив відновити владу над Тунісом, але у битві біля Кефу зазнав поразки від Хаммуди-паши.
У березні 1815 року Хаджи Алі внаслідок змови сановників вбито в лазні. Новим правителем обрали хазнаджи (міністра фінансів) Мухаммада.